# 피찟주
피찟주(태국어: พิจิตร)는 태국 북부에 있는 주(짱왓)의 하나이다. 이웃한 주는 북쪽부터 시계 방향으로 핏사눌록주, 펫차분주, 나콘사완주, 깜팽펫주이다.

## 지리
난강과 욤강이 피찟주를 흐른다. 두 강은 얼마 후에 합쳐져 짜오프라야강을 형성한다. 주는 주로 강 유역의 낮고 비옥한 평야로 이루어져 있고 주요 작물은 쌀과 연꽃이다.

## 역사
피찟은 1058년에 프라야 꼬타웡테와라차에 의해 세워졌고 처음에는 수코타이 왕국, 이후에는 아유타야 왕국의 일부였다.
주요 도시의 이름은 몇 차례 바뀌었다. 도시는 처음에 스라루앙(왕의 연못의 도시)으로 불리다가 아유타야 때는 오카부리(늪의 도시)로 불렸고 이후 현재의 이름인 피찟(아름다운 도시)이 되었다.

## 행정 구역
피찟에는 12개의 암프(군)와 더 세부 행정구역인 89개의 땀본 그리고 852개의 무반 (행정 구역)이 있다.
| 1. 므앙피찟군 2. 왕사이푼군 3. 포쁘라탑창군 4. 따판힌군 5. 방문낙군 6. 포탈레군 | 1. 삼응암군 2. 땁클로군 3. 삭렉군 4. 븡나랑군 5. 동차른군 6. 와치라바라미군 |